# Milano–Modena
Milano–Modena var ett årligt italienskt cykellopp som hölls från 1906 till 1955. Det kördes vanligen som ett vanligt linjelopp och gick från Milano i Lombardiet till Modena i Emilia-Romagna, men det fanns undantag: 1928 och 1931 kördes det som individuellt tempolopp, den senare upplagan fungerade dessutom som uttagning för världsmästerskapen i landsvägscykling (vilket detta enda år avhölls som individuellt tempo, 170 km). 1935 åkte deltagarna bakom motorcykelpace efter att de passerat Parma och året därpå gick det som sju etapper, dels på landsväg och dels på bana, och avgjordes med ett poängsystem. De två sista åren gick det som tjugo varv på en slinga med motorcykelpace. Som längst mätte loppet 298 km (1923) och den kortaste upplagan var bara 150 km då (starten gick i Lodi i uttagningsloppet till VM 1931).

## Podieplaceringar
| År        | Vinnare             | Tvåa                | Trea                  |
| 1906      | Anteo Carapezzi     | Cesare Zanzotteria  | Giovanni Cuniolo      |
| 1907      | Ej arrangerat       | Ej arrangerat       | Ej arrangerat         |
| 1908      | Giovanni Cuniolo    | Omer Beaugendre     | Carlo Mairani         |
| 1909      | Cesare Zanzottera   | Georges Lorgeou     | Mario Bruschera       |
| 1910      | Luigi Ganna         | Giovanni Micheletto | Emilio Petiva         |
| 1911      | Galeazzo Bolzoni    | Carlo Durando       | Eugène Dhers          |
| 1912      | Carlo Durando       | Angelo Gremo        | Charles Deruyter      |
| 1913      | Ezio Corlaita       | Emilio Petiva       | Carlo Durando         |
| 1914-1916 | Ej arrangerat       | Ej arrangerat       | Ej arrangerat         |
| 1917      | Oscar Egg           | Costante Girardengo | Alfredo Sivocci       |
| 1918      | Gaetano Belloni     | Lauro Bordin        | Alexis Michiels       |
| 1919      | Costante Girardengo | Ugo Agostoni        | Heiri Suter           |
| 1920      | Costante Girardengo | Giuseppe Azzini     | Lauro Bordin          |
| 1921      | Gaetano Belloni     | Costante Girardengo | Ugo Agostoni          |
| 1922      | Giovanni Bassi      | Ugo Agostoni        | Alessandro Tonani     |
| 1923      | Pietro Linari       | Pier Bestetti       | Federico Gay          |
| 1924      | Nello Ciaccheri     | Emilio Petiva       | Alfredo Dinale        |
| 1925      | Gaetano Belloni     | Alfredo Binda       | Giovanni Brunero      |
| 1926      | Alfredo Binda       | Giovanni Brunero    | Alfonso Piccin        |
| 1927      | Domenico Piemontesi | Ermanno Vallazza    | Battista Giuntelli    |
| 1928      | Costante Girardengo | Alfredo Binda       | Pietro Fossati        |
| 1929      | Felice Gremo        | Adriano Zanaga      | Allegro Grandi        |
| 1930      | Aimone Altissimo    | Aldo Canazza        | Armando Zucchini      |
| 1931      | Bruno Catellani     | Giuseppe Olmo       | Alfredo Bovet         |
| 1932      | Mario Cipriani      | Giovanni Firpo      | Vasco Bergamaschi     |
| 1933      | Bernardo Rogora     | Nino Sella          | Renato Scorticati     |
| 1934      | Learco Guerra       | Nino Borsari        | Bernardo Rogora       |
| 1935      | Learco Guerra       | Giuseppe Olmo       | Renato Scorticati     |
| 1936      | Aldo Bini           | Giuseppe Olmo       | Tolmino Gios          |
| 1937      | Aldo Bini           | Glauco Servadei     | Olimpio Bizzi         |
| 1938      | Aldo Bini           | Glauco Servadei     | Pietro Rimoldi        |
| 1939      | Marco Cimatti       | Gino Bisio          | Adolfo Leoni          |
| 1940      | Vasco Bergamaschi   | Pietro Chiappini    | Hans Martin           |
| 1941      | Gino Bisio          | Primo Zuccotti      | Osvaldo Bailo         |
| 1942      | Diego Marabelli     | Mario De Benedetti  | Glauco Servadei       |
| 1943-1946 | Ej arrangerat       | Ej arrangerat       | Ej arrangerat         |
| 1947      | Oreste Conte        | Alfredo Martini     | Egidio Marangoni      |
| 1948      | Alberto Ghirardi    | Vito Ortelli        | Antonio Bevilacqua    |
| 1949      | Guido De Santi      | Daniel Orts         | Luciano Maggini       |
| 1950      | Pasquale Fornara    | Luciano Maggini     | Alfredo Martini       |
| 1951      | Giorgio Albani      | Giovanni Pinarello  | Giuseppe Doni         |
| 1952*     | Antonio Bevilacqua  | Angelo Conterno     | Alfio Ferrari         |
| 1953      | Andrea Barro        | Arnaldo Faccioli    | Tranquillo Scudellaro |
| 1954      | Fiorenzo Magni      | Bruno Monti         | Giorgio Albani        |
| 1955      | Fiorenzo Magni      | Fausto Coppi        | Germain Derijcke      |

- = Upplagan 1952 gick från Rogoredo (just sydost om Milano) till Vignola och anses vanligen inte som Milano–Modena, utan räknas då i stället som första upplagan av loppet Milano-Vignola (som sedan, från 1956, "tog över" från Milano–Modena).